# Nyctiophylax echion
Nyctiophylax echion är en nattsländeart som beskrevs av Malicky och Thani in Malicky 2000. Nyctiophylax echion ingår i släktet Nyctiophylax och familjen fångstnätnattsländor. Inga underarter finns listade i Catalogue of Life.